# الجاهلية (فلم)
الجاهلية هو فيلم مغربي من إخراج هشام العسري سنة 2018، وبطولة كل من مصطفى الهواري، سلمى الدليمي، حسن بن بديدة، رامي فجاج، نسرين الراضي، مالك أخميس، وغيرهم.
بدء عرض الفيلم في الدورة الـ19 (9 ـ 17 مارس 2018) لـ«المهرجان الوطني للفيلم بطنجة».

## القصة
يسرد الفيلم حكاية مجموعة من الشخصيات تعيش حدثا تاريخيا وهو إلغاء الاحتفال بعيد الأضحى سنة 1996 من طرف الملك الراحل الحسن الثاني، ومن بين هذه الشخوص «لطفي»، فاقد للذاكرة، و«منير» الذي ترفضه عائلة المرأة التي ينوي الزواج بها، وطفل حزين لا يفهم سبب هذا الإلغاء، وشخص يريد الانتحار ويحتاج للمساعدة.
ولا ينبني الفيلم على حكاية واضحة، وإنما تتمحور مفاصله السردية حول العلاقات غير المنطقية أو العشوائية بين شخصيات شبه مهزوزة، وذلك بعد إلغاء عيد الأضحى سنة 1996 إثر ما يمكن أن يلحق آنذاك بالقطيع الاحتياطي من ضرر واستنزاف.

## روابط خارجية
- مقالات تستعمل روابط فنية بلا صلة مع ويكي بيانات

- الجاهلية على موقع IMDB